# Game Time
Game Time è il secondo album in studio del rapper statunitense Lil' Romeo, pubblicato nel 2002.

## Tracce
1. Intro – 0:57
2. Too Long – 4:46
3. Play Like Us (featuring Lil' D of Rich Boyz & Tyron) – 3:12
4. True Love (featuring Solange Knowles) – 3:47
5. Clap Your Hands – 3:33
6. Boyfriend and Girlfriend – 2:55
7. Bring It – 3:33
8. Wanna Grow Up – 3:29
9. Still Be There – 2:57
10. Commercial (featuring Lil' D & Master P) – 3:17
11. Feel Like Dancing – 2:48
12. Richie Rich – 2:51
13. My Biz (featuring Master P) – 3:08
14. Throw Em Up – 3:05
15. We in There – 3:02
16. Where They At II (featuring Master P) – 3:03
17. Make U Dance (featuring Lil' Zane & Afficial) – 3:28
18. 2-Way (featuring Master P & Silkk The Shocker) – 3:42
19. We Can Make It Right – 4:48